# Самсонув-Дудкув
Самсонув-Дудкув (пол. Samsonów-Dudków) — село в Польщі, у гміні Заґнанськ Келецького повіту Свентокшиського воєводства.
У 1975-1998 роках село належало до Келецького воєводства.